# مستر هادسن
بنجامین هادسن مک‌ایلدوی (زاده ۲۶ ژوئن ۱۹۷۹) شناخته‌شده با نام هنری مستر هادسن (به انگلیسی: Mr Hudson)، موسیقیدان انگلیسی از بیرمنگام انگلیس است. هادسن برای اولین بار در سال ۲۰۰۶ با مستر هادسون و کتابخانه به شهرت رسید، بعداً هادسن در سال ۲۰۰۸ شروع به فعالیت انفرادی کرد، زمانی که با ناشر گود میوزیک خواننده آمریکایی کانیه وست یک قرارداد ضبط امضا کرد.